# サレッツァーノ
サレッツァーノ（伊: Sarezzano）は、イタリア共和国ピエモンテ州アレッサンドリア県にある、人口約1,200人の基礎自治体（コムーネ）。

## 地理

### 位置・広がり
| 隣接するコムーネは以下の通り。 - ベルツァーノ・ディ・トルトーナ - チェッレート・グルーエ - モンレアーレ - モンテジョーコ - トルトーナ - ヴィグッツォーロ - ヴィッラロマニャーノ |

### 地震分類
イタリアの地震リスク階級 (it) では、3 に分類される
。

## 行政

### 分離集落
サレッツァーノには、以下の分離集落（フラツィオーネ）がある。
- Baracca, Cucco, Palazzina, Rocca Grue, San Ruffino, Valle Sant'Innocenzo